# Asamblea Nacional de Nigeria
La Asamblea Nacional es el órgano que ejerce el poder legislativo en Nigeria. Se trata de un órgano bicameral, compuesto del Senado (con 109 senadores) y de la Cámara de Representantes (con 360 representantes).